# Kup kralja Aleksandra 1924.
Kup kralja Aleksandra 1924. bilo je prvo nogometno kup natjecanje podsaveznih reprezentacija Jugoslavenskog nogometnog saveza. Kup je započeo utakmicama 1. kruga 24. kolovoza 1924. godine, a završio završnom utakmicom 5. listopada 1924. godine u Beogradu na Igralištu BSK-a.

## Sudionici natjecanja
- Reprezentacija Zagrebačkog nogometnog podsaveza (kraće: Zagreb)
- Reprezentacija Splitskog nogometnog podsaveza (Split)
- Reprezentacija Beogradskog loptačkog podsaveza (Beograd)
- Reprezentacija Ljubljanskog nogometnog podsaveza (Ljubljana)
- Reprezentacija Subotičkog loptačkog podsaveza (Subotica)
- Reprezentacija Sarajevskog nogometnog podsaveza (Sarajevo)
- Reprezentacija Osječkog nogometnog podsaveza (Osijek)

## Rezultati
| Datum                                          | Mjesto   | Momčadi            | Rezultat |
| ---------------------------------------------- | -------- | ------------------ | -------- |
| 1. krug (četvrtzavršnica)                      |          |                    |          |
| 24. kolovoza 1924.                             | Osijek   | Osijek – Zagreb    | 0:3 *    |
| 24. kolovoza 1924.                             | Split    | Split – Sarajevo   | 6:0      |
| 24. kolovoza 1924.                             | Subotica | Subotica – Beograd | 3:2      |
| Ljubljana se plasirala izravno u poluzavršnicu |          |                    |          |
| Poluzavršnica                                  |          |                    |          |
| 14. rujna 1924.                                | Subotica | Subotica – Split   | 1:5      |
| 14. rujna 1924.                                | Zagreb   | Zagreb – Ljubljana | 3:2      |
| Završnica                                      |          |                    |          |
| 5. listopada 1924.                             | Beograd  | Zagreb – Split     | 3:2      |

- Utakmica Osijek - Zagreb završila je rezultatom 3:2. S obzirom na to da je Osijek nastupio s kažnjenim igračem utakmica je registrirana rezultatom 0:3.

## Zanimljivo
Reprezentacija Splitskog nogometnog podsaveza bila je sastavljena samo od igrača Hajduka.

## Prvaci
Reprezentacija Zagrebačkog nogometnog podsaveza: Dragutin Babić (2 utakmice), Milivoj Benković (2), Stjepan Bocak (1), Eugen Dasović (1), Dragutin Friedrich (2), Viktor Götz (2), Rudolf Hitrec (1), Đuro Kahn (1), Mirko Križ (2), Branko Kunst (1), Franjo Mantler (2), Ivan Marjanović (1), Alfons Pažur (1), Emil Perška (2), Eugen Plazzeriano (2), Danijel Premerl (1), Gustav Remec (1), Rudolf Rupec (1), Egon Wasserlauf (1), Vladimir Vinek (1), Stjepan Vrbančić (2), Dragutin Vrđuka (1), Branko Zinaja (2)